# Chliaria gabrielli
Chliaria gabrielli är en fjärilsart som beskrevs av Corbet 1938. Chliaria gabrielli ingår i släktet Chliaria och familjen juvelvingar. Inga underarter finns listade i Catalogue of Life.